# 克雷格 (加利福尼亞州)
克雷格（英語：Craig）是位於美國加利福尼亞州比尤特縣的一個非建制地區。該地的面積和人口皆未知。

## 地理
克雷格的座標為39°20′15″N 121°33′51″W / 39.33750°N 121.56417°W，而該地的平均海拔高度為29米（即95英尺）。